# Naivasha
Naivasha és una ciutat-mercat de la província de Rift Valley (Kenya). Està a prop del llac Naivasha. La ciutat té una població de 14.563 habitants. L'agricultura (conreu de flors) és l'activitat més important de la ciutat.

## Agermanaments
- Alenyà (Rosselló)